# Rübenkampagne

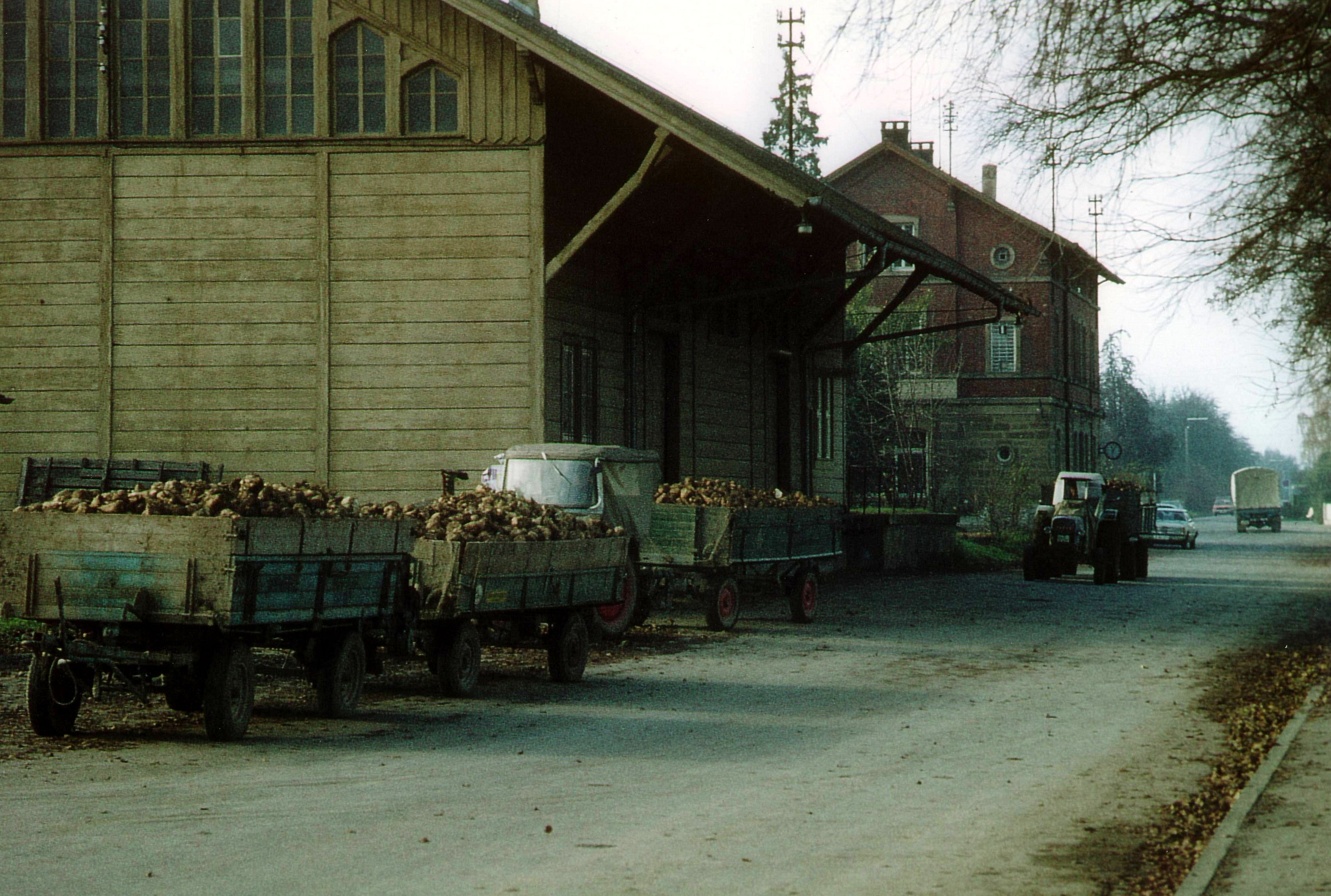
Wartende Traktoren während der Rübenkampagne am Bahnhof in Freiberg am Neckar (Oktober 1974)

Als Rübenkampagne bezeichnet man die Zeit, in der die Zuckerfabriken Zuckerrüben verarbeiten. Sie dauert in der Regel von Mitte September bis Ende Dezember, zur besseren Auslastung der Fabriken auch in den Januar hinein.

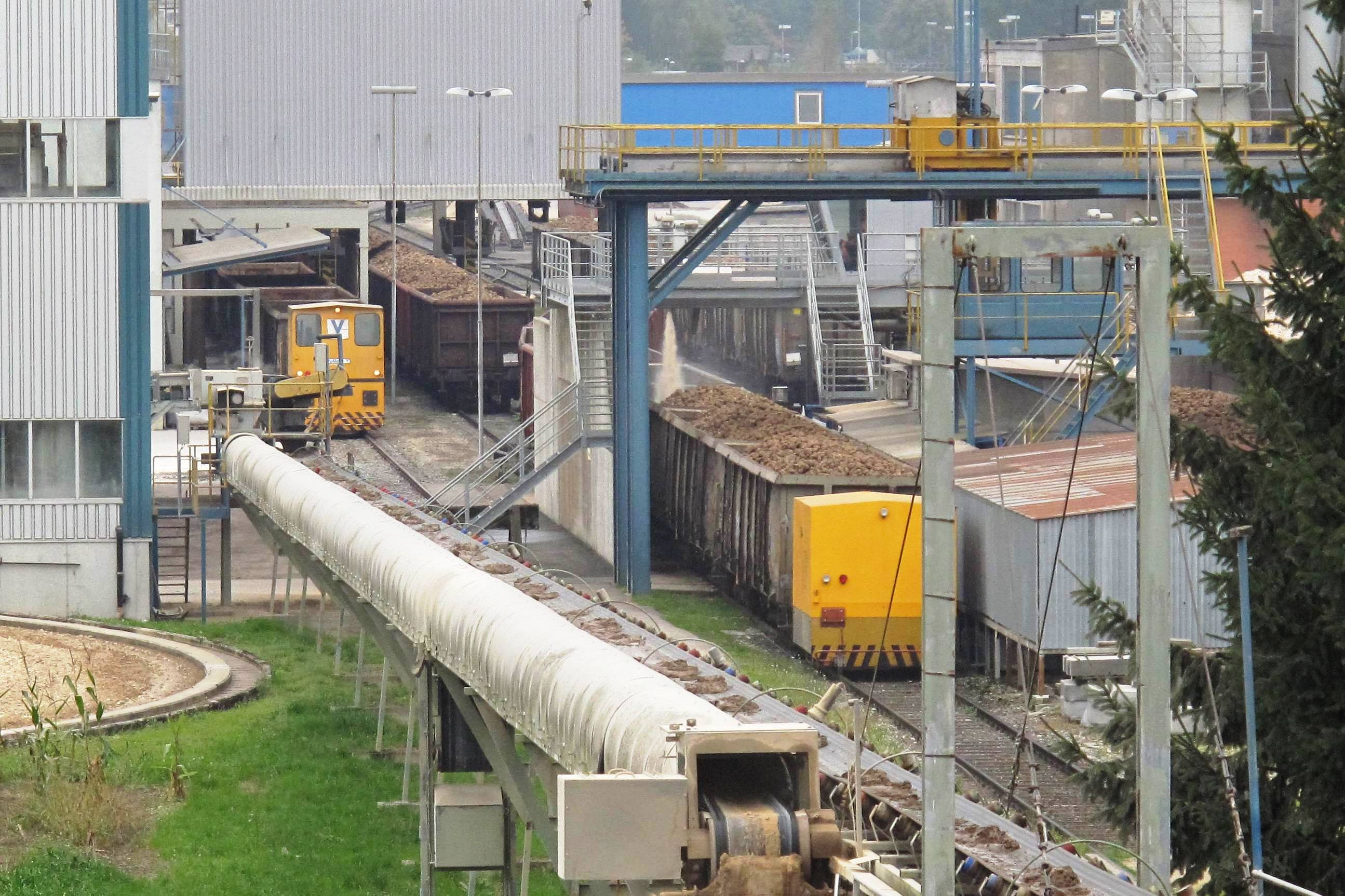
Nass-Entladung (und erste Reinigung) von Zuckerrüben aus Eisenbahnwaggons mittels eines starken Wasserstrahls in der Zuckerfabrik Frauenfeld (Schweiz), Oktober 2010

## Beschreibung
Der aus der Militärsprache stammende Begriff Kampagne verdeutlicht, dass die Rübenkampagne wie ein Feldzug bis ins Detail geplant werden muss, damit sie reibungslos abläuft. In der Zeit der Kampagne arbeitet die Zuckerfabrik rund um die Uhr, da beispielsweise der für die Zuckerherstellung notwendige Verdampfungsvorgang nicht unterbrochen werden kann. Erkennbar ist dies an den weithin sichtbaren Dampffahnen über den Zuckerfabriken. Die Anlieferung wird logistisch so gesteuert, dass immer ausreichend Rohmaterial vorhanden ist. Üblicherweise beginnt die Kampagne Mitte bis Ende September und endet zu Weihnachten.
Besonders wichtig ist in dieser Zeit der organisierte Transport der geernteten Zuckerrüben von den Feldern der Landwirte zur Zuckerfabrik. Früher wurden die Zuckerrüben auf kurzen Strecken direkt von den Landwirten mit Wagen angeliefert, auf etwas längeren Strecken überwiegend mit der Bahn von ausgewählten Bahnhöfen aus per Güterzügen in die Zuckerfabrik gefahren. Laderampen oder spezielle Verladeeinrichtungen für ganze Anhänger, um die Rüben in die Waggons kippen zu können, in Großanbaugebieten teilweise ein Stichgleis aufs freie Feld, sorgten für einen raschen Umschlag. Lange Züge mit meist älteren offenen Güterwagen prägten jahrzehntelang im Herbst das Bild der Eisenbahn. Vor Einführung der Feldabholung mit dem Lkw wurden 1987 noch 77 % der Rüben im Südwesten mit der Bahn abgefahren, 1989 nur noch 34 %. Geringe Auslastung – die entsprechenden Wagen wurden nur während dieser kurzen Periode genutzt – sowie politisch begründete niedrige Frachtsätze für die meist kurzen Entfernungen führten dazu, dass die Deutsche Bundesbahn 1992 aus diesen Transporten ausstieg.

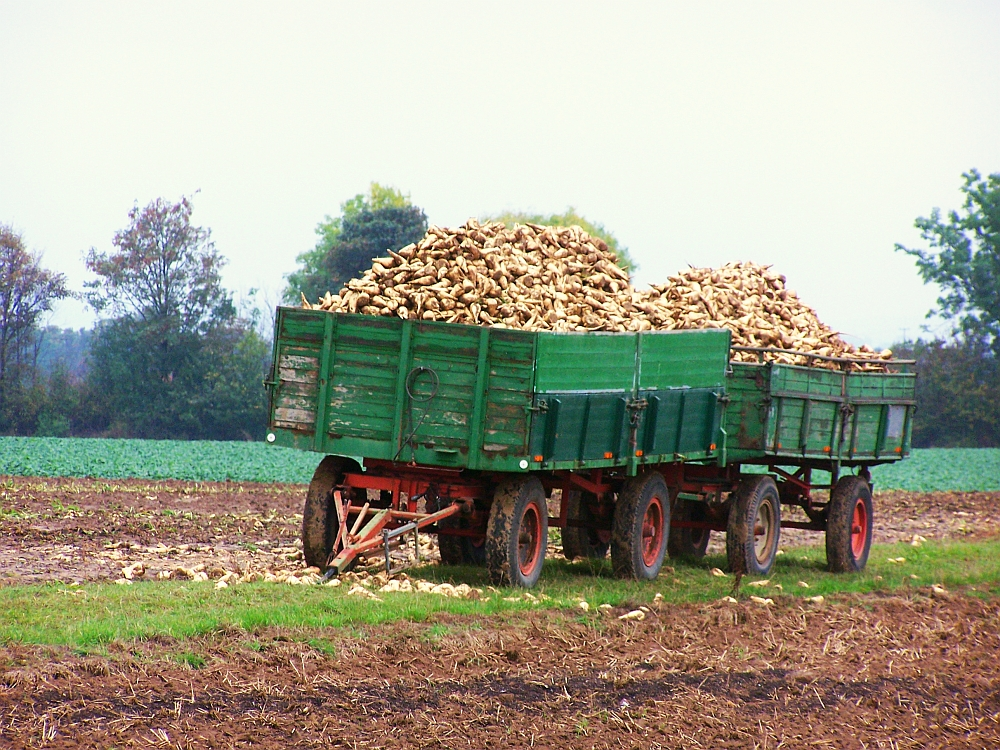
Geladene Rüben vor dem Transport zur Zuckerfabrik

Während in der Schweiz auch heute noch (Stand 2015) erhebliche Mengen Zuckerrüben per Bahn zu den Fabriken transportiert werden (darunter zu Beginn der Kampagne auch Bio-Rüben aus Deutschland in Sondergüterzügen), erfolgt der Transport in Deutschland seit 1993 fast ausschließlich direkt vom Feld in offenen Lastkraftwagen oder auf Anhängern hinter dem Traktor. Dies führt im Umfeld der Zuckerfabriken zu einem stark erhöhten Verkehrsaufkommen, verbunden mit zahlreichen Gefahren für den Straßenverkehr. Ein LKW mitten auf der Straße, der gerade Rüben lädt, verlorene Ladung, mit Ackerlehm verschmutzte Straßen oder von Feldwegen einbiegende oder auf Feldwege abbiegende Fahrzeuge sind die typischen Gefahrenquellen. Nicht ohne Grund gibt z. B. die Verkehrswacht alljährlich Warnungen wie diese vor den Gefährdungen durch die Rübenkampagne heraus:
Halt’ Abstand in der Rübenzeit, es ist zu Deiner Sicherheit.
Um das Verständnis für die Lastkraftwagen zu erhöhen, sind manche neueren Modelle auch hinten mit dem folgenden Slogan beschriftet:
Solange man Zuckerrüben noch nicht per E-Mail verschicken kann, müssen wir uns die Straße noch teilen.
Manche der Lastkraftwagen und deren Anhänger werden nur in der Kampagne von September bis Dezember benutzt und haben deshalb ein Saisonkennzeichen oder sind in Deutschland als landwirtschaftliches Nutzfahrzeug mit grünem Schild ausgestattet.
Die älteren offenen Güterwagen für die Schweizer Rübenkampagne werden seit 2015 durch Container abgelöst. Diese können mit universeller einsetzbaren Flachwagen verwendet werden.
Während der Rübenkampagne wurde früher in den Zuckerfabriken das Stammpersonal durch zahlreiche Saisonkräfte aufgestockt, durch größere Transporteinheiten und größere Technisierung ist heute nur wenig zusätzliches Personal notwendig.